# Округ Восач (Јута)
Восач (енгл. Wasatch County) је округ у америчкој савезној држави Јута. По попису из 2010. године број становника је 23.530.

## Демографија
Према попису становништва из 2010. у округу је живело 23.530 становника, што је 8.315 (54,7%) становника више него 2000. године.
| Група             | 2000.          | 2010.          |
| Белци             | 14.188 (93,3%) | 19.818 (84,2%) |
| Афроамериканци    | 33 (0,2%)      | 79 (0,3%)      |
| Азијати           | 45 (0,3%)      | 181 (0,8%)     |
| Хиспаноамериканци | 775 (5,1%)     | 3.184 (13,5%)  |
| Укупно            | 15.215         | 23.530         |